# Melese postica
Melese postica là một loài bướm đêm thuộc phân họ Arctiinae, họ Erebidae.